# كاتب ك

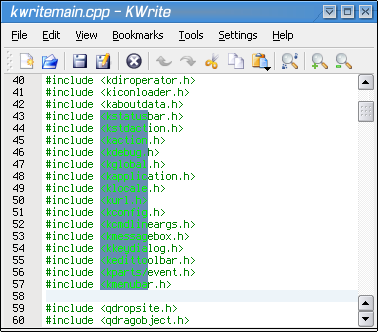
لقطة شاشة توضح وضع اختيار الكتلة

كاتب ك هو محرر نصوص خفيف الوزن تم تطويره بواسطة مجتمع البرمجيات الحرة كدي. منذ K Desktop Environment 3، اعتمد Kwrite على محرر نصوص Kate وإطار عمل KParts، مما يسمح له باستخدام العديد من ميزات Kate.

## مُمَيِزَات

### تصدير المُستندات
يدعم كاتب ك تصدير مُستنداته النصية إلى العديد من الصيغ منها:
بي دي إف - بوست سكريبت - لغة ترميز النص الفائق.

### إبراز النصوص البرمجية
يدعم كاتب ك ميزة إبراز النصوص البرمجية والنصوص الخاصة بالشيفرات البرمجية وبشكل عام كافة النصوص المتعلقة بلغات البرمجية بألون مميزة عن الألوان المُستخدَمة في عرض النصوص العادية بهدف مُساعدة المبرمجين.

### اختيار نوع الترميز
يدعم كاتب ك ميزة اختيار نوع الترميز المُراد حفظ المُستند به، أو اختيار نوع الترميز المُراد عرض المُستند الحالي به، حيث يدعم أكثر من 40 ترميزاً مُختلفاً ومن ضمنهم الترميز العالمي الموحد (بالإنجليزية: Unicode)‏.

### الإكمال التلقائي
يدعم كاتب ك إمكانية الإكمال التلقائي للكلمات التي سبق قرائتها من قبل، فمثلأً عند كتابتك لكلمة «حلويات» فسيقوم البرنامج تلقائياً باقتراح الكلمة لك عندما تحاول كتابة أول 3 أحرف من نفس الكلمة مرة اُخرى، بهدف تسريع عمل المحررين.

### طي أجزاء من المُستند
يدعم كاتب ك إمكانية طوي أجزاء [الإنجليزية] من المُستند المفتوح والتركيز على أجزاء اُخرى، بهدف مُساعدة المبرمجين على التعامل مع ملفات الشيفرات البرمجية الضخمة.

### اختيار مُحرِفات نهايات الأسطر
يدعم كاتب ك إمكانية اختيار مُحرِفاً معيناً لتمثيل نهايات الأسطر في المُستندات، بهدف حل مشكلة اختلاف مُحرِفات نهايات الأسطر بين أنظمة التشغيل المختلفة فتظهر أحياناً M^ وأحياناً <c r>.

### استخدام ملحقات
يدعم كاتب ك بضع ملحقات تأتي معه مبدئياً ولكن في حالة أرادها المُستخدِم فَسَيتوجب تفعيلها يدوياً كالتالي:
إعدادات>> إضبط المحرّر>> التمديدات>> س
(حيث سـ هي اسم الملحق المُراد تفعيله)

### تكبير/تصغير خط العرض سريعاً
يدعم كاتب ك إمكانية تكبير/تصغير خط العرض سريعاً، حيث يدعم كاتب ك استخدام مفتاح التحكم "Control" + عجلة الفأرة لتكبير/تصغير مقاس الخط سريعاً ومشاهدة النتائج مباشرتاً، بدلاً من اختيار المقاس المُراد ببطئ من قائمة المقاسات المُنسدِلة.

### البحث والاستبدال
يدعم كاتب ك إمكانية البحث عن كلمتاً ما ثم إستبدالها بكلمة اُخرى.

### النطق
يدعم كاتب ك إمكانية نطق النصوص لذوي الإحتياجات الخاصة، ولكن هذه الميزة تتطلب استخدام البرنامج على بيئة كدي المُتكاملة حيث أن خاصية النطق ماهي سوى جزء مُدمج من برنامج آخر من برامج بيئة كدي.

### التراجع/إلغاء التراجع
يدعم كاتب ك المُتقدم خاصيتا التراجع وإلغاء التراجع، بهدف المُساعدة على التراجع عن الأخطاء التي يقوم المُستخدِم بها غافلاً، من خِلال زِر «تراجع» وزِر «إلغ التراجع» الموجودان في شريط الأدوات الرئيسية.

### نمط القراءة فقط
يدعم كاتب ك إمكانية عرض المُستندات داخل نمط القراء فقط، بهدف الحماية من أي عبث أو تغيير.

### أنماط إدخال Vi
يدعم أنماط إدخال Vi.

## المُساهمون
يوجد العديد من المُساهمون في حركة تطوير كاتب ك من حيث المُساهمة بالبرمجة أو الترجمة أو الإبلاغ عن العلل أو اقتراح الأفكار نظراً لكونه برنامج حُر ومفتوح المصدر.

## عيوب

### يمين إلى يسار
لا يدعم كاتب ك وكاتب ك المُتقدم الكتابة من اليمين إلى اليسار مما يسبب مشاكل لناطقي اللغة العربية أثناء تنسيق المُستندات، ولكن يُمكن تفعيلها يدوياً كالتالي:
الإعدادات>> إضبط المحرّر>> المظهر>> لسان «عام»>> لف حركي للكلمات

### بحث عن كلمات عربية
لا يدعم كلاً من كاتب ك وكاتب ك المُتقدم خاصية تجاهل الحركات التشكيلية أثناء البحث، مما يعني وجوب كتابة الكلمة تماماً كما هي عند البحث عنها، فلا يُمكن كتابة «المستخدم» للبحث عن «المُستخدِم».

## تثبيت
يُثَبَت كاتب ك من خِلال مراكز البرمجيات الخاصة بالتوزيعات المُتعددة بالبحث عنها تحت اسم Kwrite فهو موجود في الأغلبية العظمى من المستودعات

## مَصَادِر
1. ↑  "Release 24.12.1 2025-01-09". 9 يناير 2025. اطلع عليه بتاريخ 2025-02-05.
2. ↑  "R14.1.3 released". اطلع عليه بتاريخ 2025-04-18.
3. ↑  "معلومات عن كاتب ك على موقع packages.gentoo.org". packages.gentoo.org. مؤرشف من الأصل في 2021-05-14.
4. ↑  "معلومات عن كاتب ك على موقع packages.debian.org". packages.debian.org. مؤرشف من الأصل في 2020-10-25.

## اُنظر أيضًا
- كدي
- كاتب ك المتقدم
- كيت